# Día de las Instituciones de Cantabria
El Día de las Instituciones de Cantabria, también  conocido oficiosamente como Día de Cantabria, es una fiesta que se celebra todos los 28 de julio en Puente San Miguel (Cantabria, España) desde su declaración de forma unánime por parte de la Asamblea Regional de Cantabria —actual Parlamento de Cantabria— en octubre de 1993. Habitualmente es un día festivo en toda la comunidad autónoma.
Con su celebración se conmemora la constitución de la provincia de Cantabria el 28 de julio de 1778 en la casa de juntas de Puente San Miguel, edificio en el que tienen lugar los actos protocolarios que corresponden a este día. La provincia tuvo vigencia entre 1778 y 1801 y se considera como el origen de la moderna comunidad autónoma de Cantabria pues en ella se integraron la mayoría de los municipios que componen la actual comunidad, con la excepción de los municipios que integraban la antigua merindad de Campoo; aun así esta fue la primera vez que la mayor parte del territorio cántabro se integró en una misma organización administrativa. Este hecho tiene su germen en el célebre pleito de los Nueve Valles mediante el cual nueve valles de las Asturias de Santillana que lograron su independencia de los duques del Infantado en el siglo XVI abrieron el camino a la futura unión de los diferentes territorios cántabros.
El Día de las Instituciones es lo más parecido a un día oficial de la comunidad, aunque Cantabria nunca ha establecido oficialmente un día de la comunidad autónoma.[cita requerida] También es conocido como Día Nacional de Cantabria por la izquierda cantabrista.